# Явуз Селим (квартал в Багджълар)
„Явуз Селим“ (на турски: Yavuzselim) е квартал на Истанбул, разположен в околия Багджълар. Общата му площ е 0,64 км2. Според данни на Адресната система за регистриране на населението (ABPRS) към 2023 г. населението на „Явуз Селим“ е 27 473 жители.